# Rosenblatt Stadium
Johnny Rosenblatt Stadium fue un estadio de béisbol ubicado en Omaha, Nebraska. Fue sede anual del College World Series de la División I de la NCAA y casa de Omaha Royals que juega en la liga menor. El Rosenblatt Stadium fue el estadio más grande de ligas menores en los Estados Unidos.
En 2010 fue casa de la franquicia de expansión Omaha Nighthawks que juega en la United Football League, el 24 de septiembre en el partido inaugural para Omaha Nighthawks registraron el partido con mayor asistencia con 23,067.
Fue sede del Championship Game de 2010 de la United Football League el 27 de noviembre, donde Las Vegas Locomotives derrotaron 23-20 a Florida Tuskers.